# Кубок мира по горному бегу 1987

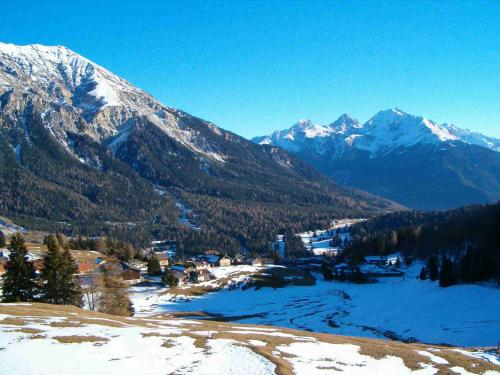
Панорама места проведения соревнований.

3-й Кубок мира по горному бегу прошёл 22 и 23 августа 1987 года в Ленцерхайде, альпийском курорте в Швейцарии. Разыгрывались 9 комплектов наград: по четыре в индивидуальном и командном первенствах (мужчины на короткой и длинной дистанции, женщины и юниоры до 20 лет), а также в общем зачёте по итогам трёх мужских забегов. Среди юниоров могли выступать спортсмены 1968 года рождения и моложе.
Соревнования прошли в два дня в коммуне Вац на горнолыжном курорте Вальбелла-Ленцерхайде (Плессурские Альпы). Трассы были проложены по западным склонам местной долины. Мужчины на короткой дистанции, женщины и юниоры преодолевали маршрут с профилем «вверх-вниз». Забег на длинную дистанцию у мужчин имел профиль «вверх», финиш располагался на отметке 2330 метров над уровнем моря.
Соревнования прошли в солнечную и жаркую погоду. На старт вышли 144 бегуна (88 мужчин, 27 женщин и 29 юниоров) из 17 стран мира. Каждая страна могла выставить до 4 человек в каждый из забегов. Сильнейшие в командном первенстве определялись по сумме мест трёх лучших участников. По сумме командных результатов у мужчин и юниоров выявлялись призёры общего зачёта.
Только на третьем Кубке мира по горному бегу медали смогли завоевать участники не из Европы. Ими оказались Джей Джонсон из США и Фабиола Руэда из Колумбии, которые стали чемпионами в главных забегах среди мужчин и женщин. Однако в целом на турнире продолжилась гегемония итальянских бегунов: они завоевали все оставшиеся золотые медали, в том числе выиграли все пять командных первенств.
Как и на предыдущем Кубке мира, представители Италии заняли весь пьедестал на короткой дистанции у мужчин. Фаусто Бонци к серебряной медали 1986 года добавил золото 1987-го.
Действующие чемпионы Альфонсо Валличелла (среди мужчин на длинной дистанции) и Кэрол Хэй (среди женщин) в этот раз были далеки от борьбы за подиум. Англичанка Хэй начала забег вместе с лидерами, но не смогла справиться с жарой и финишировала только на 9-м месте. Валличелла же занял 13-е место с отставанием от первого места почти в шесть минут. В отличие от него свою серию продлил Хельмут Штульпфаррер из Австрии, который в третий раз подряд завоевал серебряную медаль на длинной дистанции.

## Призёры
Курсивом выделены участники, чей результат не пошёл в зачёт команды.

### Мужчины
| Дисциплина                                 | Золото | Золото   | Серебро | Серебро  | Бронза | Бронза   |
| ------------------------------------------ | --- | -------- | --- | -------- | --- | -------- |
| 8,9 км перепад высот: +689 м −237 м        | Фаусто Бонци Италия | 42.33    | Луиджи Бортолуцци Италия | 42.46    | Ренато Готти Италия | 43.50    |
| 8,9 км (команды)                           | Италия · Фаусто Бонци · Луиджи Бортолуцци · Ренато Готти · Пьер Альберто Тасси | 6 очков  | Швейцария · Георг Лишер · Рюди Бухер · Даниэль Опплигер · Коломбо Трамонти | 24 очка  | ФРГ Вольфганг Мюнцель Курт Кёниг Аксель Хюбенталь Хельмут Штробль | 40 очков |
| 14,7 км перепад высот: +1480 м             | Джей Джонсон США | 1:11.43  | Хельмут Штульпфаррер Австрия | 1:12.08  | Гуидо Дольд ФРГ | 1:12.57  |
| 14,7 км (команды)                          | Италия · Пио Томазелли · Привато Пеццоли · Альфонсо Валличелла · Клаудио Галеацци | 24 очка  | ФРГ Гуидо Дольд Чарли Долль Георг Пройсс Гебхард Редлер | 31 очко  | Австрия · Хельмут Штульпфаррер · Карл Циссер · Флориан Штерн · Ханнес Майер | 36 очков |
| Юниоры 7,6 км перепад высот: +371 м −151 м | Фаусто Лиццоли Италия | 32.24    | Стивен Хоукинс Англия | 32.37    | Даниэле Милани Италия | 33.19    |
| Юниоры 7,6 км (команды)                    | Италия · Фаусто Лиццоли · Даниэле Милани · Марио Полетти · Иво Локателли | 10 очков | Англия · Стивен Хоукинс · Энди Пис · Джефф Холл · Иен Дермотт | 20 очков | ФРГ Рольф Келлер Оливер Финдлинг Пауль Валльнер Армин Руйнат | 27 очков |
| Общий зачёт (мужчины+юниоры)               | Италия · Фаусто Бонци · Луиджи Бортолуцци · Ренато Готти · Пио Томазелли · Привато Пеццоли · Альфонсо Валличелла · Фаусто Лиццоли · Даниэле Милани · Марио Полетти · Пьер Альберто Тасси · Клаудио Галеацци · Иво Локателли | 40 очков | Швейцария · Георг Лишер · Рюди Бухер · Даниэль Опплигер · Беат Имхоф · Мартин Май · Йорг Хеглер · Мартин Шмид · Мартьяль Кюэнде · Маркус Шильд · Коломбо Трамонти · Ханс-Петер Непфлин · Сильвио Хоффман | 97 очков | ФРГ Вольфганг Мюнцель Курт Кёниг Аксель Хюбенталь Гуидо Дольд Чарли Долль Георг Пройсс Рольф Келлер Оливер Финдлинг Пауль Валльнер Хельмут Штробль Гебхард Редлер Армин Руйнат | 98 очков |

### Женщины
| Дисциплина                          | Золото                                                                      | Золото   | Серебро                                                               | Серебро  | Бронза                                          | Бронза   |
| ----------------------------------- | --------------------------------------------------------------------------- | -------- | --------------------------------------------------------------------- | -------- | ----------------------------------------------- | -------- |
| 7,6 км перепад высот: +371 м −151 м | Фабиола Руэда Колумбия                                                      | 35.48    | Кристиана Фладт ФРГ                                                   | 36.57    | Джулиана Саварис Италия                         | 37.09    |
| 7,6 км (команды)                    | Италия · Джулиана Саварис · Мария Коккетти · Лучия Соранцо · Кристина Порта | 16 очков | Швейцария · Даниэла Сальви · Карин Мёбес · Эва Зулер · Мариана Гюэнен | 17 очков | ФРГ Кристиана Фладт Зузанне Бицер Гудрун Помрен | 30 очков |

## Медальный зачёт
Медали завоевали представители 7 стран-участниц.
 Принимающая страна
| Место | Страна    | Золото | Серебро | Бронза | Всего |
| ----- | --------- | ------ | ------- | ------ | ----- |
| 1     | Италия    | 7      | 1       | 3      | 11    |
| 2     | Колумбия  | 1      | 0       | 0      | 1     |
| 2     | США       | 1      | 0       | 0      | 1     |
| 4     | Швейцария | 0      | 3       | 0      | 3     |
| 5     | ФРГ       | 0      | 2       | 5      | 7     |
| 6     | Англия    | 0      | 2       | 0      | 2     |
| 7     | Австрия   | 0      | 1       | 1      | 2     |
| Всего | Всего     | 9      | 9       | 9      | 27    |